# Zenun Pajaziti
Zenun Pajaziti (ur. 12 września 1966 w Gnjilanem) – kosowski polityk, w latach 2008-2010 minister spraw wewnętrznych w rządzie Kosowa.

## Życiorys
Ukończył studia z zakresu budownictwa na Wydziale Technicznym Uniwersytetu w Prisztinie. Studiował także w Wyższej Szkole Politycznej w Prisztinie. W 1999 działał w jednej z organizacji zajmującej się kwestią uchodźców. W latach 1999–2000 współpracował z organizacjami międzynarodowymi, świadczącymi pomoc dla uchodźców.
W 2000, kiedy powstawały struktury doradcze dla UNMIK, zajął się budową federacji sportowych w Kosowie. W swojej działalności publicznej działał w Federacji Piłki Ręcznej Kosowa, był także wiceprezesem Kosowskiego Komitetu Olimpijskiego.
Należy do Demokratycznej Partii Kosowa. W 2004 rozpoczął pracę w misji łącznikowej, koordynującej współpracę rządu Kosowa i UNMIK. W styczniu 2008 objął stanowisko ministra spraw wewnętrznych w rządzie Kosowa, które sprawował do września 2010. W 2017 kandydował bez powodzenia na urząd burmistrza Gniljane.
W życiu prywatnym jest żonaty, ma troje dzieci (dwóch chłopców i dziewczynkę).